# Heráldica húngara
La Heráldica Húngara halla sus orígenes en el siglo XII, cuando los monarcas de la Casa de Árpád comenzaron a utilizar escudos personales.

## Rasgos generales
En la heráldica húngara no existe la costumbre de las brisuras, o modificar los escudos de una generación a otra. El escudo se heredaba de generación en generación inalterado.

## Los armales
Durante los Siglos XVI y XVIII, tanto el emperador del Sacro Imperio Romano germánico, quien era también el rey de Hungría, donó recurrentemente escudos familiares a nobles que habían hecho méritos de guerra. Por otra parte, mucha gente innoble recibió escudos donados por el rey, siendo ennoblecidos con este hecho. Estas cartas donadas, las cuales en muchos casos contenían el escudo pintado y descrito eran llamadas en latín armales, en húngaro "armalis", y puesto que la donación de tierras se hacía aparte, esto no implicaba que el noble se convertía en una persona pudiente, solamente recibía un escudo, que era heredados a sus hijos y descendientes.

## Motivos más recurrentes en la heráldica húngara

### Edad Media

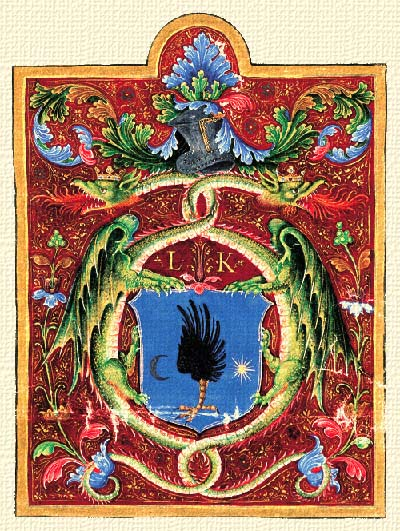
Escudo de armas de la familia aristocrática de los Kanizsay (1519).

Escudo de armas de la familia Zapolya. Finales del.

Uno de los motivos que cobró popularidad a finales de la Edad Media fue el monte de tres peñas de sinople. No solamente era parte del escudo de armas de la Casa de Árpad, con una corona sobre la peña central de la cual emerge una cruz doble patriarcal, sino era recurrente en los escudos de muchas familias de la aristocrácia y la nobleza media. Por ejemplo el caso de la familia Szapolyai o Zapolya, de la cual descendía el rey húngaro Juan I de Zápolya. De atrás de la peña central emerge un lobó de plata.

### Época de las guerras turcas

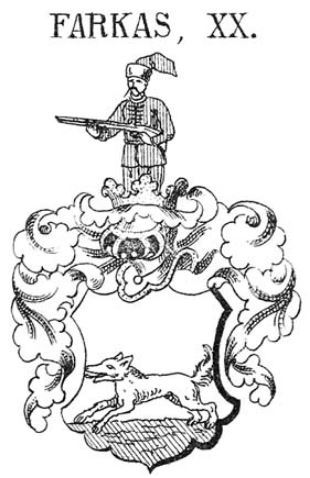
Escudo de armas de la familia Farkas de Boldogfa de 1690.

Escudo de armas de la familia Bodó de Bodfalva.

Uno de los muebles heráldicos más recurrentes en los escudos de esta época era el soldado noble húngaro (en húngaro: vitéz) del siglo XVII. El soldado húngaro o vitéz, generalmente estaba vestido con casaca antigua de gules, y llevaba un gorro conocido como kalpak, del mismo color de la casaca, que podía estar decorado con una pluma. El vitéz por lo general era representado con un bigote y sin barba, la moda húngara de dicha época. El vitéz podía sostener un sable curvo en una de sus manos, o en realidad cualquier símbolo heráldico o arma (arcabuz) en una o ambas manos.
El ave que se abre el pecho con su propio pico para alimentar con sus sangres a sus polluelos moribundos (alegoría Cristiana de la Edad Media temprana) estaba presente en los escudos de las familias de los condes Batthyany de Németújvár, la familia noble Benkő de Kézdi-Sárfalva, y muchas otras más.
Otro de los motivos que se hallaban comúnmente era por ejemplo la cabeza de turco, la cual era sostenida a manera de trofeo por el vitéz o algún otro animal heráldico (león, grifo etc). En muchos casos, la cabeza de turco se hallaba clavada hasta la mitad de la hoja de un sable, el cual empuñado por un león, grifo u otra figua heráldica.
El brazo humano apoyado en su codo, que sostenía un sable, una maza u otra pieza o arma, fue un mueble heráldico que también cobró gran popularidad entre los escudos de armas húngaros de esta era. El brazo era pintado con armadura de caballero de plata, o también con ropa de gules y podía sostener cualquier motivo heráldico.